# Srebrenica
Srebrenica (pronunciado /Srebrénitsa/ en fonética española,  en serbio: Сребреница, pronunciado [srêbrenitsa]ⓘ) es una ciudad y municipio al este de Bosnia y Herzegovina, en la entidad República Srpska, y perteneciente a la región de Vlasenica. Srebrenica es una pequeña ciudad montañosa, y su principal fuente de ingresos hasta la guerra de Bosnia eran las minas de sal y un reconocido balneario. Durante la guerra se produjo en Srebrenica la mayor matanza en suelo europeo desde la Segunda Guerra Mundial, que alteró significativamente la composición étnica de la ciudad.

## Historia
Encajonada entre las montañas del este de Bosnia, este pintoresco pueblo minero toma su nombre de la palabra eslava srebro (plata). Srebrenica o "Ciudad de plata" ya fue conocida por sus yacimientos de plata por los romanos veinte siglos atrás. El poblado romano fue llamado "Argentaria", una variación de la palabra latina para la plata. 
En sus alrededores se encuentran las ruinas de un castillo medieval construido, de acuerdo a la leyenda local, por un señor serbio, en una colina al sur de la ciudad.
Al este de la ciudad se encuentra Crni Guber, un manantial natural que produce aguas medicinales, y que contó con un balneario que fue muy promocionado durante la época de Tito, y que fue destruido durante la guerra. 
Antes de 1992, había en la ciudad una fundición, además de minas de litio, zinc y oro en sus inmediaciones.

## Guerra de Bosnia

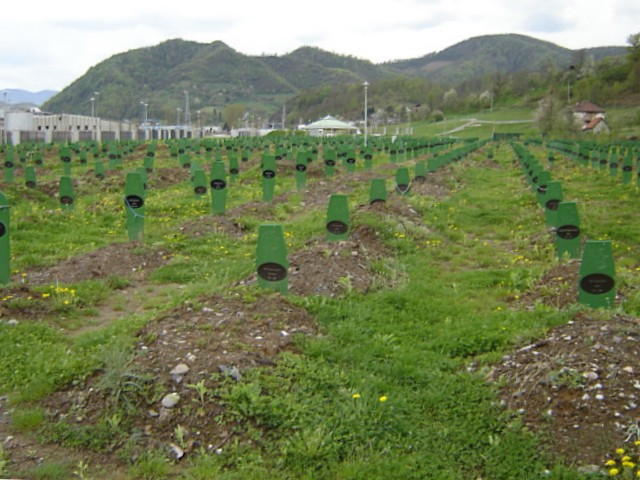
Imagen del cementerio en memoria de las víctimas de la masacre.

Durante la guerra de Bosnia (1992-1995), la ciudad se convirtió en un enclave bosníaco rodeado por serbobosnios, y considerado un "área segura" por la ONU, vigilada por una pequeña unidad del ejército holandés, el Dutchbat, que operaba bajo mandato de UNPROFOR. En julio de 1995, la ciudad fue capturada por el Ejército de la República Srpska, ayudado por voluntarios paramilitares griegos (en lo más alto de la ciudad se alzaron las banderas de Serbia y Grecia), y las fuerzas ocupantes deportaron a más de 20 000 personas, perpetrándose en sus alrededores la masacre de Srebrenica, en la que aproximadamente 8000 varones bosníacos fueron asesinados. La ciudad tiene un cementerio en memoria de las víctimas de la masacre, monumento que fue inaugurado por el antiguo presidente de los Estados Unidos, Bill Clinton, en 2003. Algunos de los responsables de la masacre se encuentran aún en paradero desconocido. Después de la batalla que devastó la ciudad, la agricultura se ha convertido en la fuente primaria de ingresos, subvencionada por un plan del PNUD para el desarrollo de la región.
Antes de la guerra (1992-1995), en el censo de 1991, el municipio de Srebrenica reflejaba 37 213 residentes: 27 118 bosnios (72,9 %), 9381 serbios (25,2 %), 372 yugoslavos (1 %), 40 croatas (0,1 %), y 302 personas de otros orígenes (0,8 %). La ciudad de Srebrenica, por su parte, tenía 5754 residentes: 64 % bosnios, 29 % serbios, 5,3 % yugoslavos, 1 % otros y 0,7 % croatas. 